# Kizzy Crawford
Kizzy Crawford (* 25. dubna 1996 Oxford) je velšská zpěvačka barbadoského původu. Své písně zpívá v angličtině i velštině.
V roce 2012 vyhrála možnost nahrát vlastní EP. Své první EP nazvané Temporary Zone vydala v prosinci 2013 (vydavatelství See Monkey Do Monkey). Obsahovalo šest písní. V roce 2015 vydala další EP s názvem Imago. Její píseň „Caer O Feddyliau“ vyšla na charitativním kompilačním albu Reach Out: Welsh Rock for Refugees (2015). V roce 2018 vydala ve spolupráci s Gwilymem Simcockem a souborem Sinfonia Cymru album Birdsong Cân Yr Adar. Svou první sólovou dlouhohrající desku The Way I Dream vydala v roce 2019. O dva roky později vydala velšsky zpívané album Rhydd, na které v roce 2022 navázala deskou Cariad y Tir.